# Saint-Martin-Cantalès
Saint-Martin-Cantalès é uma comuna francesa na região administrativa de Auvérnia-Ródano-Alpes, no departamento de Cantal. Estende-se por uma área de 18,82 km². Em 2010 a comuna tinha 149 habitantes (densidade: 7,9 hab./km²).